# Литовченко Влада Володимирівна
Вла́да Володи́мирівна Литовченко (нар. 7 серпня 1970, Бровари, УРСР) — кандидатка історичних наук, директорка КЗ КОР «Вишгородський історико-культурний заповідник», членкиня Експертної ради з нематеріальної культурної спадщини при Міністерстві культури та стратегічних комунікацій України. Голова Комітету з присудження премії з нематеріальної культурної спадщини при Міністерстві культури та стратегічних комунікацій України. Експертка Українського культурного фонду. Влада Володимирівна Литовченко один з найвпливовіших лідерів у розвитку культурного та історичного надбання нашої країни. Голова Міжнародного Фонду культурного співробітництва, радниця міністра з питань сім'ї, молоді та спорту (2007—2012 рр.), доцентка Міжнародного університету «Україна», курс «Всесвітня спадщина ЮНЕСКО», лауреатка Всеукраїнської премії «Жінка III тисячоліття» в номінації «Знакова постать» (2006). З 2016 року очолює Вишгородський історико-культурний заповідник.

## Життєпис
Влада Литовченко народилася 7 серпня 1970 у Броварах Київської області. З відзнакою закінчила музичне училище імені Глієра по класу фортепіано, Одеську консерваторію, Дипломатичну Академію при МЗС України. А також аспірантуру Дипломатичної Академії при МЗС України.
- 1985 — з відзнакою закінчила Київське державне вище музичне училище імені Рейнгольда Глієра по класу фортепіано.
- 1994 — закінчила Одеську національну музичну академію імені А. В. Нежданової по класу фортепіано.
- 1994-1996 — ведуча телеканалу УТ-3.
- 1995 — перемогла у конкурсі краси «Міс Україна 1995».
- 1998-2009 — Генеральний директор Центру творчого розвитку молоді «Karin Models».
- 2007 — голова Благодійного фонду «Обдаровані діти — майбутнє України»
- 2009 — закінчила Дипломатичну академію України імені Геннадія Удовенка при Міністерстві закордонних справ
- 2010 — реалізує Програму соціальної адаптації для дівчат «Я-БЕРЕГИНЯ»
- 2010 — реалізує Програму «Діалог культур та цивілізацій»
- 2011 — реалізує Всеукраїнську програму поповнення 24-х обласних бібліотек України для юнацтва «З книгою в серці» та
- 2012 — 31 березня 2012 року Всеукраїнський фонд «Обдаровані діти — майбутнє України» долучився до проведення Всесвітнього ініціативи «Година Землі», що започаткована 2007 року у Сіднеї.
- 2013 — закінчила аспірантуру при Дипломатичній академії України імені Геннадія Удовенка при Міністерстві закордонних справ
- 2015 — Кандидат історичних наук, тема дисертації «Роль ЮНЕСКО в охороні та збереженні культурної спадщини в Україні»[1]
- 2016 — у серпні Влада Литовченко стала головою Ради Аграрної партії з питань культури й духовності.
- з 2016 — по теперішній час —  очолює КЗ КОР «Вишгородський історико-культурний заповідник»
- з 2018 -2020, 2023 —  по теперішній час — членкиня Експертної ради з нематеріальної культурної спадщини при Міністерстві культури та  стратегічних комунікацій України
- з 2018-2020; 2020-2022; 2023  — по теперішній час —  Голова Комітету з присудження премії з нематеріальної культурної спадщини при Міністерстві культури та стратегічних комунікацій  України
- 2021 рік — у рамках Державної програми до 30-річчя Незалежності України, вийшла монографія авторства Влади Литовченко «Всесвітня спадщина ЮНЕСКО в Україні»
- з 2023; 2024 — по теперішній час — членкиня експертної ради програми «Культурна спадщина» Українського культурного фонду
- з 2023 р.  — по теперішній час —  членкиня Національної спілки кінематографістів України;
- з 2023 р.  — по теперішній час — членкиня Національної спілки Краєзнавців України
- у 2023 році — була видана монографія спільного авторства Влади Литовченко та Валентини Дем’ян «Нематеріальна культурна спадщина як найголовніший інструмент збереження української нації» —  монографія, яка присвячена проблематиці збереження НКС

## Науковий ступінь
Кандидат історичних наук, тема дисертації: «Роль ЮНЕСКО в охороні та збереженні культурної спадщини в Україні».

## Громадська діяльність
Влада Литовченко — президентка благодійного фонду «Обдаровані діти — майбутнє України».
Голова Громадської організації «Міжнародний фонд культурного співробітництва»

## Трудова діяльність
- 2008—2011 рр. — радниця Міністра з питань сім'ї, молоді та спорту
- З вересня 2010-го працювала на посаді заступниці завідувача кафедри ЮНЕСКО Дипломатичної академії при МЗС України
- У 2011-му за ініціативою Фонду пройшов Всеукраїнський культурно-освітній проєкт «Всесвітня спадщина в руках молоді» (Україна 2011) World Heritage in Young Hands, що базується на однойменній програмі Центру Всесвітньої спадщини ЮНЕСКО. Ініціатива покликана підвищити культурну компетентність української молоді, сприяти вихованню поваги до культурної спадщини України, національних традицій та надбань. В рамках проєкту проведені заняття, тренінги, майстерні й тематичні екскурсії до об'єктів культурної та природної спадщини України, а також Всеукраїнський конкурс молодіжної творчості «Культурна спадщина України очима молоді», підсумкова виставка котрого відбулася 1 червня у Палаці «Україна». У червні 2011 року в рамках проєкту до Всесвітнього дня охорони довкілля відбулася акція з висадки 50 деревовидних півоній «Зелена алея ООН», що пройшла у Національному ботанічному саду ім. М. М. Гришка.[5]
- У вересні 2015 в рамках виставки «Благословенна Україна» Влада Литовченко провела показ старовинних борщівських вишиванок. До демонстрації національного українського одягу були долучені люди, чий внесок у розвиток української культури не залишився непоміченим: Ольга Сумська, Володимир Талашко, Маша Собко, Марія Яремчук, Влада Литовченко, Віталій Козловський, Вадим Красноокий, Діана Попова, Айна Гассе, Петро Чорний, Наталка Карпа, Євген Хмара, Надія Тутенко, Олексій Гладушевський, Володимир Дорош, Світлана Мазур, Дмитро Хоркін, Лілія Буряк, Ярослава Руденко, Олександр Скічко, Олександра Решмеділова, Оксана Стебельська, Надія Тутенко, Сергій Гладир, Ірина Ігнатенко, Олексій Толкачов та Світлана Долеско.[6]
- З 2016  — директорка Вишгородського історико-культурного заповідника
- Влада Литовченко є ініціатором і співорганізатором багатьох заходів разом із провідними державними, науковими та музейними установами України, які призначені для вирішення проблем збереження нематеріальної культурної спадщини: · Міжнародна конференція «Освіта в нематеріальній культурній спадщині: охорона та дослідження»;  · Міжнародній онлайн конференції «Головний інструмент охорони нематеріальної культурної спадщини - основа обʼєднання всіх зацікавлених сторін»;  · 5-та Міжнародна наукова конференція з історії археології «Історія археології: Механізми управління та форми організації науки»;  · 5-та наукова обласна конференція «Археологія Київщини: дослідження, знахідки, проблеми охорони (спільно з Національним заповідником «Переяслав», Київський обласний археологічний музей);  · Організація та проведення у КЗ КОР «Вишгородський історико-культурний заповідник» ІІ Всеукраїнської науково-практичної конференції «Новітні археологічні та пам’яткоохоронні дослідження в Україні: виклики воєнного часу».
- Участь в обласній науково-практичній конференції «Музей в науково-практичному просторі сьогодення» в КЗ КОР «Ржищівський археолого-краєзнавчий музей».
- Участь у науково-практичній конференції із нематеріальної культурної спадщини, яка проводилась  Космацькою сільською радою у співпраці з Науково-методичним центром культури і туризму Прикарпаття у с. Брустури Космацької ТГ Івано-Франківської області з метою активізації роботи з фіксації, дослідження та збереження нематеріальної культурної спадщини Київщини і України.
- Участь у якості спікера у Всеукраїнській науково-практичній конференції «Трипільський код нації», яка проводиться КЗ КОР «Ржищівський археолого-краєзнавчий музей» до 130-річчя відкриття Трипільської культури в Україні.
- Участь у відкритій науково-практичній конференції «Білгород-Київський. Минуле. Сьогодення. Майбутнє», організованої відділом культури Білогородської сільської ради Бучанського району Київської області у співробітництві з Інститутом археології НАН України. Доповідь «Елементи нематеріальної культурної спадщини Київщини в Національному переліку НКС України».
- Участь у Міжмузейному проєкті «Буяння квітів. Матвій Донцов», який було презентовано у Національному музеї українського народного декоративного мистецтва.
- Участь у круглому столі, організованому Міністерством культури та інформаційної політики України, на тему: «Традиційні ремесла: заради миру та соціальної злагоди». Захід відбувся у межах глобальної кампанії з відзначення 20-ї річниці Конвенції про охорону нематеріальної культурної спадщини та 15-ї річниці ратифікації Україною Конвенції.
- Влада Литовченко проводить активну організаційну роботу по залученню грантових коштів і стала ініціатором та куратором трьох грантових проєктів Українського культурного фонду протягом 2019-2021 рр., а саме:
- 2019 рік. «Історико-культурна спадщина Вишгородщини: QR-кодування, моніторинг, апробація та популяризація» на суму 632521 грн. Вперше на території Київської області на пам’ятках історії та археології було встановлено 22 інформаційних двомовних таблички з QR-кодами.
- 2020 рік. «Бортництво Полісся: архаїчна традиція у сучасному вимірі» на суму 1050589 грн. за підтримки Українського культурного фонду та за участі Київської, Житомирської та Рівненської облдержадміністрацій.
- 2020-2021 р.р. «Культура в часи кризи: інституційна підтримка». Створені в рамках проєкту відеоматеріали використані при розробці віртуального туру Історичним музеєм та розміщенням його на офіційному web-cайті ВІКЗ.
- Влада Литовченко є організатором багатьох міжмузейних проєктів  виставок:
- 2017 - Міжмузейний проект «Князі та гончарі: нові дослідження давньоруського Вишгорода» (спільно з Національним музеєм історії України);
- 2017 - Міжмузейний проект «Забуте Межигір’я» (спільно з Національним музеєм Тараса Шевченка);
- 2017 - Проєкт Wiki Takes Vyshgorod (спільно з «Вікіпедія України»);
- 2017 - Міжнародний культурно- просвітницький проект « Нас єднає Шевченкове слово» (спільно з Міжнародний Фонд  культурного співробітництва, Київський Національний Університет культури та мистецтв, Управління культури КОДА, Національний музей Тараса Шевченка);
- 2017 - Виставка «Київщина на картах XVI-XIX століть» (спільно з Державним архівом Київської області);
- 2018 - Міжнародний культурно- просвітницький проект «Нас єднає Шевченкове слово» (спільно з Міжнародний Фонд  культурного співробітництва, Київський Національний Університет культури та мистецтв, Управління культури КОДА, Національний музей Тараса Шевченка);
- 2018 - Міжмузейний проект «Християнська Спадщина нашої землі: Північ» (спільно з громадським історико-етнографічним Музеєм Хреста м.Дніпро);
- 2018 - Міжмузейний проект «Традиція і стиль» до 220 річчя Києво-Межигірської фаянсової фабрики (спільно з Національним музеєм Історії України);
- 2018 - Міжмузейний проект «Київські мотиви. Адреси і адресати» (спільно з Центральним державним архівом – музеєм літератури та мистецтва України);
- 2018 - Виставка оригінальних поштових листівок кін.ХІХ –першої третини ХХст. (спільно з Центральним державним архівом – музеєм літератури та мистецтва України);
- 2018 - Виставка «Традиція і стиль. До 220-ї річниці Києво-Межигірської фаянсової фабрики» в Національному музеї історії України (спільно з Національним музеєм історії України);
- 2018 - Виставка «Християнська спадщина нашої землі: Північ» (спільно з Національним заповідником «Софія Київська»);
- 2018 - Виставка керамічних робіт переможців столичних художніх шкіл і художніх відділень шкіл мистецтв «Поезія кераміки» (спільно з Київським методичним центром закладів культури та навчальних закладів);
- 2019 - Музейно-архівний проект «Історична Київщина- заповітна земля Кобзаря», приурочений до 205-річчя від дня народження Т.Г.Шевченка (спільно з Державним архівом Київської області);
- 2020 - Унікальний медіа-культурний проект з нагоди 90-річчя геніальної поетеси Ліни Костенко;
- 2020 - Архівно-музейний проект «Діалог часів. 1761 -1932» до річниці утворення Київської області (спільно з Державним архівом Київської області);
- 2022 - Мистецький культурно-документальний проєкт «І на оновленій Землі…» та виставка самобутніх зразків українського ткацтва, унікальних архівних документів, музейних предметів, присвячених знаменитій ткацькій династії Пособчук-Верес з Іванківського краю Київської області (спільно з музеєм Т.Г. Шевченка);
- 2023 - Організація та проведення Обласного семінару «Елементи НКС як фактор самоідентифікації громади» для представників сфери культури та носіїв НКС Ірпінської ТГ за підтримки Київської обласної ради та Департаменту культури та туризму Київської обласної державної адміністрації.
- 2023 - Організація та проведення Обласного семінару «Елементи НКС як фактор самоідентифікації громади» для громад Вишгородського району та міста Вишгород Київської області, працівників сфери культури, носіїв НКС та зацікавлених осіб за підтримки Київської обласної ради та Департаменту культури та туризму Київської обласної державної адміністрації.
- 2024 - Організація та виступ із доповіддю на Обласному семінарі «Елементи нематеріальної культурної спадщини як фактор самоідентифікації громади» за сприяння Департаменту культури та туризму КОДА у Білоцерківському краєзнавчому музеї;
- 2024 - Організація проведення обласного семінару «Елементи НКС як фактор самоідентифікації громади» у м. Обухові та виступ із доповіддю для працівників сфери культури, носіїв НКС та зацікавлених осіб;
- 2024 - Організація проведення обласного семінару «Елементи НКС як фактор самоідентифікації громади» у м. Ржищеві та виступ із доповіддю для працівників сфери культури, носіїв НКС та зацікавлених осіб;
- 2024 - Організація проведення обласного семінару «Елементи НКС як фактор самоідентифікації громади» у м. Бровари та виступ із доповіддю для працівників сфери культури, носіїв НКС та зацікавлених осіб.
- 2024 - Організація спільно з Православною церквою України,  репрезентованою Київською православною богословською академією, та участь у XIV Міжнародна наукова конференція «Православʼя в Україні : до 970-річчя з дня упокоєння благовірного князя Ярослава Мудрого» у Національному заповіднику «Софія Київська».

## Титули
- "Міс Київ - 1994"
- «Міс Україна-1995»

## Нагороди
- «Орден Святого Станіслава», 2007;
- 2008 - Нагорода за вагомий внесок у благодійну діяльність України від Київської міськадміністрації та Товариства Червоного Хреста.
- 2009 - "Рейтинг ділових українок" по версії журналу "Weekly".
- 2009 - Почесна грамота "За благодійність" Міністерства по справам сім'ї, молоді і спорту;
- 2009 - Проєкт "Жінки, що змінюють світ" в номінації "Благодійність" від газети "Вечірні вісті".
- 2010 - Орден Святої Праведної Анни від Української Православної Церкви.
- 2010 - VIVA - "Найкрасивіші".
- 2010-2011 - Рейтинг найповажніших філантропів України від газети "Дело".
- 2011 - Почесна медаль 5-го міжнародного конкурсу молодих піаністів за вагомий вклад в розвиток світової музичної культури.
- 2013 - Увійшла в 100 найбільш впливових жінок України. Володарка титулів "Жінка ІІІ тисячоліття" та "Красивий символ нації". Названа "Найстильнішою жінкою України".
- 2017 - Подяка Управління культури, національностей та релігій Київської обласної державної адміністрації.
- 2018 - Подяка Управління культури, національностей та релігій Київської обласної державної адміністрації.
- 2018 - Почесна грамота від Міністерства культури України.
- 2018 - Грамота Вишгородської районної державної адміністрації та Вишгородської районної ради.
- 2019 - Подяка Управління культури, національностей та релігій Київської обласної державної адміністрації.
- 2019 - Почесна грамота Київської обласної ради.
- 2019 - Почесний знак Київської обласної ради.
- 2019 - Подяка Дарницької районної адміністрації в місті Києві державної адміністрації.
- 2019 - Подяка Вишгородської районної ради.
- 2020 - Подяка Управління культури, національностей та релігій Київської обласної державної адміністрації.
- 2021 - Почесна грамота Управління культури, національностей та релігій Київської обласної державної адміністрації.
- 2021 - Подяка Київської обласної ради.
- 2021 - Грамота Вишгородської районної ради та Вишгородської районної державної адміністрації.
- 2022 - Почесна грамота від голови Рівненської обласної ради.
- 2023 - Почесна грамота Київської обласної державної адміністрації.
- 2023 - Відзнака за особливі заслуги для розвитку Вишгородського району від Вишгородської районної державної адміністрації.
- 2020, 2021, 2022, 2023 — чотири роки поспіль потрапляє у рейтинг ТОП-100 найвпливовіших людей Київщини
- 14 жовтня 2024 — отримала Орден святої рівноапостольної княгині Ольги від ПЦУ

## Сім'я
1995—2004 — у шлюбі з Ігорем Литовченком.
2007—2012 — у шлюбі з Сергієм Прокаєвим.
Має двох доньок. Старша — Маргарита (1989 р.), молодша — Христина (1999 р.).